# The Angle Alliance
The Angle Alliance era un stable heel dirigido por Kurt Angle (y brevemente Christian Cage en un autoproclamado base) en Total Nonstop Action Wrestling. Para  Lockdown 2008, en ausencia de Kurt de las actividades del stable,  Tomko capitaneó una subdivisión bajo el nombre "Team Tomko".

## Historia (2007-2008)

### Formación inicial
La formación tuvo lugar en  Genesis cuando A.J. Styles & Tomko ayudaron a Angle a ayudarlo a mantener el Campeonato en Parejas de TNA. Styles quería que Angle Alliance y Christian's Coalition unieran fuerzas; sin embargo, Cage negó la solicitud de Angle de ser su "lacayo", por lo que Styles y Tomko fueron eliminados de la Coalición. Después de que Angle ofreció membresía tanto a Robert Roode como a Christian, Roode aceptó rápidamente mientras Cage se detenía con insultos hacia todos los miembros. Eventualmente lo siguió con la condición de que se convirtiera en el líder, y el grupo aparentemente estuvo de acuerdo antes de que Angle y Roode Turn lo atacaran esa misma noche, con Styles tratando de contenerlos. de vuelta y Tomko caminando en la escena. La semana siguiente, Angle y Roode atacaron a Cage después de la lucha  otra vez con Styles, esta vez no ayudando a su excapitán. Roode simplemente se retiró gradualmente de la Alianza y se concentró en su propia pelea separada con  Booker T. En las semanas siguientes, Styles tuvo que decidir estar en Angle Alliance o Christian's Coalition. Dos semanas antes de  Final Resolution 2008 sobre un episodio de  Impact Wrestling , Tomko dejó a ambos grupos diciendo que quería ser su propio hombre.

### Activar a Christian
En la resolución final, A.J. Styles finalmente decidió unirse a Angle Alliance, cuando ayudó a Angle a retener su Campeonato Mundial Peso Pesado de TNA contra Christian, volviéndose contra su antiguo capitán para siempre después de ser seducido por los encantos de  Karen y el poder de Kurt. En el siguiente  Impact! , A.J. fue rebautizado como "(The) Prince (of Phenomenal)" A.J. Styles, con los miembros de la Alianza Kurt, Karen y Jeremy Borash. Después de que Christian salió corriendo hacia A.J. y Karen, tanto él como Samoa Joe, que salieron a continuación, afirmaron merecer los tiros del título. Antes de que Joe y Christian pudieran bajar al cuadrilátero, Jim Cornette interrumpió y anunció un enfrentamiento 3-way #1 contender's match Christian, Joe y A.J. (donde si A.J. ganaba, podría tener una opción para tener una pelea con Kurt Angle y dejar a Angle dos meses sin defender el título mundial hasta abril  Lockdown PPV. Christian, sin embargo, ganó y ganó la lucha por el título en el  Against All Odds de febrero. Luego, Angle trató de devolver a Tomko a la Alianza, insultando a la esposa de Tomko en el proceso. Tomko golpeó brutalmente a Angle en toda la Impact Zone, luego para derrotarlo en un combate individual con Styles como árbitro y con la asistencia de Cage. En el pago por visión, Tomko consolidó su lugar en la Alianza al costarle a Christian su última oportunidad de título.

### Tensiones con Karen Angle
En la siguiente edición de  Impact! , Tomko confirmó su membresía en el establo, aunque dejó en claro que haría lo que quisiera y que estaba cuidando su propio interés y no el de Angle. Más tarde, Samoa Joe y Kevin Nash interrumpieron la renovación de los votos de Kurt y Karen, lo que provocó que Kurt fuera despojado y perseguido y Styles estaba en el cuadrilátero con Karen cuando el aturdido y confundido sacerdote "pronunció" la pareja, haciendo que Styles sea temporalmente (kayfabe) el segundo marido.
Después de perder contra Christian, Joe y Nash en  Destination X, le dijeron a Tomko que sea el capitán de un equipo de cuatro hombres contra un equipo encabezado por Cage para la lucha Lethal Lockdown en el próximo  Lockdown evento de pago por evento. El Team Tomko se estableció rápidamente como A.J. y  Team 3D. Eventualmente James Storm fue agregado al Team Tomko por el quinto miembro secreto del Team Cage, Matt Morgan, quien reveló sus verdaderas rayas al final de la misma noche. Durante este tiempo, Kurt Angle pareció mostrar su apoyo al Team Tomko, haciendo que Team 3D y Storm se asociaran con The Angle Alliance; sin embargo, cada vez que Styles intentaba ayudar a Karen y Kurt a resolver sus problemas maritales, este último se negaba, citando su defensa del título contra Samoa Joe como una prioridad más alta.

### Split
En Lockdown, Kurt Angle fue recibido por su esposa Karen, quien rápidamente procedió a arrojar del edificio para evitar distracciones. En el doble evento principal, Angle perdió su TNA World Heavyweight Championship ante Samoa Joe, y el Team Tomko fue derrotado por Team Cage sin A.J. o Tomko involucrado en la decisión.
Después de Lockdown, Styles y Tomko perdieron el Campeonato Mundial en Parejas de TNA ante Eric Young y  Kaz en una controversia en la que participaron Young y su "Super Eric" alter ego, bajo el cual inmovilizó a Styles, sin reconocerse el uno al otro como uno y el mismo. Esto dio como resultado el abandono de los campeonatos. No se vio a Tomko tener ninguna comunicación con Kurt Angle, y como estaba en Japón (figurativo kayfabe, en realidad fue suspendido por ir allí antes en medio de la historia de Lockdown y no mostrar el fanfest pre-Lockdown de TNA ), Styles intentó llevar a Karen a la zona de impacto, pero Kurt los expulsó tan pronto como se enteró.
Mientras tanto, los asociados del equipo instantáneamente disuelto Tomko se expandirían, ya que Storm se alinearía con el exmiembro de la Alianza Robert Roode, formando lo que finalmente se convertiría en Beer Money, Inc., aunque Styles necesitó un compañero después de que Tomko se lesionó en una pelea de tiros en Japón (extendido kayfabe por la suspensión), Storm y Roode se negaron. Los estilos se alinearían con el  fan favorite Super Eric. Después de que Tomko regresó de Japón e interrogó nuevamente a Styles, A.J. tuve suficiente de la parrilla constante y dejé la Alianza Ángulo.
Acusando a los Estilos de robar a Karen mientras no tenían pruebas, Kurt Angle y Tomko se alinearon con Team 3D como parte de un colectivo de "chicos malos" que a veces también incluía a todos los tacones importantes de la lista de TNA en ese momento, con más frecuencia  Booker T, Johnny Devine, The Beautiful People (Angelina Love y Velvet Sky) y Kurt  artista de artes marciales mixtas amigo Frank Trigg. Tomko más tarde dejó TNA y regresó para una última aparición, mientras que Kurt finalmente se movió para formar un pacto con varias leyendas de lucha dentro de TNA, creando el establo conocido como The Main Event Mafia.
¡The Angle Alliance tuvo una reunión de una noche en la edición del 17 de diciembre de Impact! en lo que se suponía que era una pelea de equipo de 10 hombres con Bobby Lashley y  Abyss, pero terminó convirtiéndose esencialmente en un 3-on-2 handicap match against The British Invasion después de que Lashley y Abyss despegaron con sus rivales entonces Scott Steiner,  Dr. Stevie y  Raven. Tomko, Angle y Styles terminaron ganando la lucha luego de que Styles fijara a  Brutus Magnus con un paquete pequeño, solo para que Styles y Angle fueran atacados después por Christopher Daniels y Desmond Wolfe mientras Tomko veía turning heel.

## Campeonatos y logros
- Total Nonstop Action Wrestling
  - TNA World Heavyweight Championship - Kurt Angle (1 vez)
  - TNA World Tag Team Championship - A.J. Styles & Tomko (1 vez)